# W. N. Herbert
W. N. Herbert, známý také jako Bill Herbert (* 1961 Dundee, Skotsko) je skotský spisovatel a básník.
Vystudoval Oxfordskou univerzitu, v současnosti je profesorem tvůrčího psaní a poezie na Univerzitě v Newcastlu. Společně s dalším skotským spisovatelem Richardem Pricem založil v roce 1983 básnický magazín Gairfish. Jinými autory byl nazván „plodným a výmluvným básníkem“ (Lilias Fraser) a „výborným a proslulým podivínem“ (Paterson a Simic). Autor za své básnické sbírky obdržel několik ocenění (např. Scottish Arts Council Awards), mezi oceněné patří The Laurelude, The Big Bumper Book of Troy, Cabaret McGonagall a Bad Shaman Blues. Stěžejní dvojicí autorových básní je intelektuál a klaun, přičemž oba mají i přes veřejný výsměch víru ve vlastního génia a oba vybízejí Skotsko k zamyšlení.
V roce 2014 se autor zúčastnil literárního festivalu Měsíc autorského čtení, který je pořádaný brněnským nakladatelstvím a agenturou Větrné mlýny. Tato agentura natočila pro Českou televizi cyklus “Skotská čítanka – Don't Worry – Be Scottish” - díl s w. N. Herbertem (znám také jako Bill Herbert) režíroval Martin Františák.

## Díla
- Dundee Doldrums (1991)
- The Testament of the Reverend Thomas Dick (1994)
- Cabaret McGonagall (1996)
- The Laurelude (1998)
- The Big Bumper Book of Troy (2002)
- Bad Shaman Blues (2006)
- Omnesia (2013)